# Ghosttown
«Ghosttown» es una canción pop interpretada por la cantante estadounidense Madonna e incluida en su decimotercer álbum de estudio, Rebel Heart (2015). Fue compuesta por la intérprete junto a Jason Evigan, Sean Douglas y E. Kidd Bogart y producida por esta y Billboard. La canción es una balada pop, escrita en tres días e inspirada en lo que queda en las ruinas del Armagedón, y cómo los sobrevivientes continúan con su vida, y el amor es la única cosa en la que pueden aferrarse. Cuenta con una instrumentación de órgano y batería, con efectos de vocoder de menor importancia en la voz de Madonna, y un gran coro.
«Ghosttown» estuvo disponible para su descarga digital en la iTunes Store como parte del pre-orden del álbum en diciembre de 2014. La canción recibió una respuesta positiva por parte de los críticos, que elogiaron la entrega vocal de Madonna, las letras, la producción de Billboard, así como compararon las primeras baladas del cantante. Además, logró entrar en el top 20 en tres países. Para la promoción del sencillo, se grabó un vídeo musical dirigido por Jonas Åkerlund y filmado en Los Ángeles. Además lo interpretó en algunos talk show como Le Grand Journal en Francia y Che Tempo Che Fa en Italia, así como en la segunda edición de los iHeartRadio Music Awards y en The Ellen DeGeneres Show .

## Antecedentes y lanzamiento

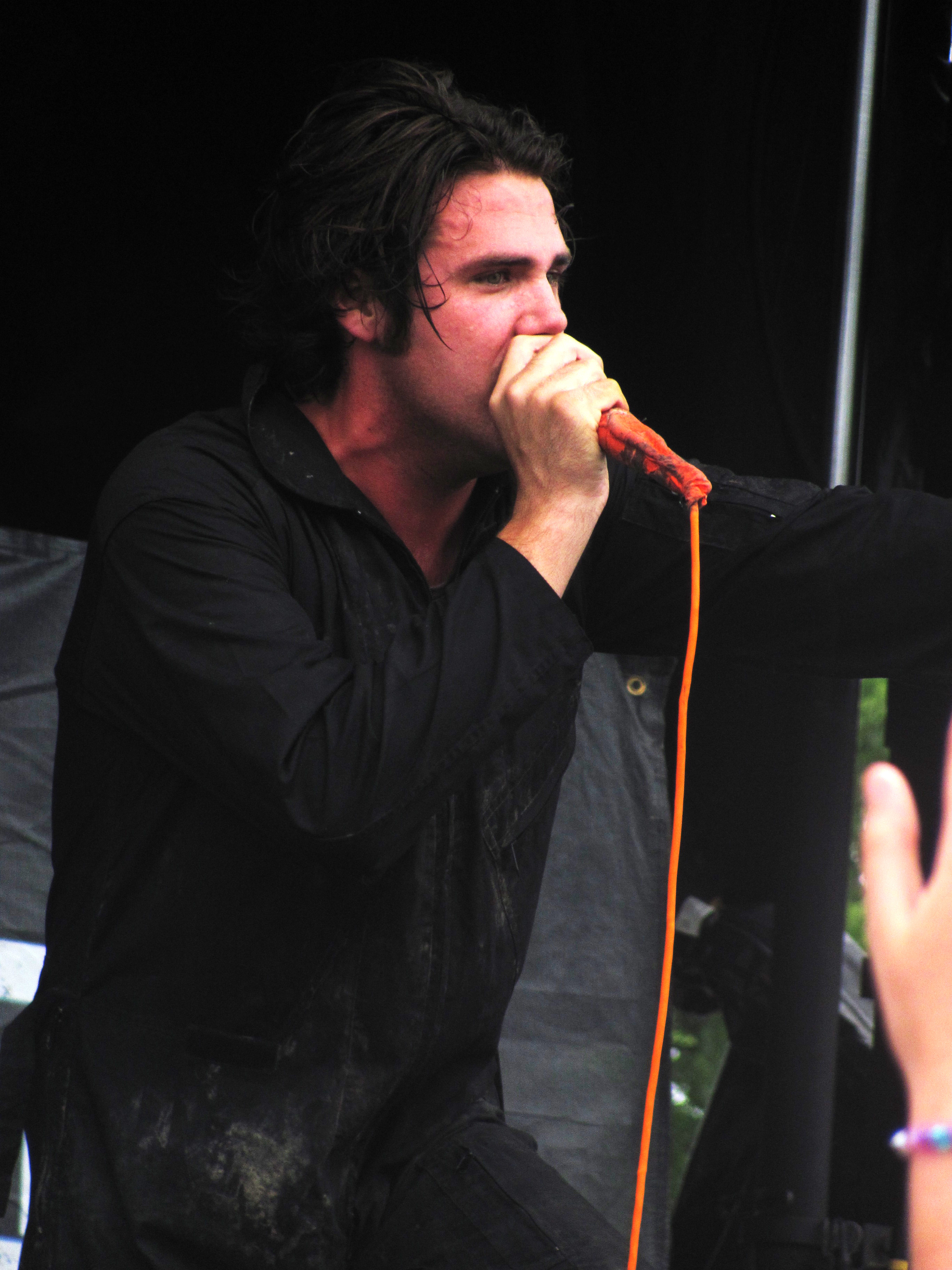
Jason Evigan uno de los coescritores y coproductores de la canción.

Madonna escribió «Ghosttown» con la ayuda de Jason Evigan, Sean Douglas y E. Kidd Bogart, mientras que su producción estuvo a cargo de esta primera y Billboard. La canción fue compuesta en tres días, después de que Madonna solicitó personalmente trabajar con Evigan y Douglas, al haber escuchado «Talk Dirty» de Jason Derulo, coescrita por estos. Douglas recordó que llegó a tener un «gran sesión», alegando: «yo estaba muy nervioso por razones obvias, pero ella apareció, era súper agradable y estaba dispuesta a trabajar. Yo, básicamente, cerré mi lista de cosas qué hacer en mi vida». Sobre la sesión, Madonna dijo:

Nosotros estábamos en la habitación juntos. Empezaron tocando sus acordes y entonces sólo se pusieron a pensar [...] Cuando escribo con las personas, siempre tratamos de llegar a un tema. ¿Qué queremos escribir? Así que esto es sobre la ciudad después del Armagedón. La ciudad quemada, los edificios decrépitos, el humo que todavía persiste después del incendio. ¿Sabes lo que quiero decir? Hay sólo unas pocas personas que lograron irse. ¿Cómo podemos recoger los pedazos e irnos desde ahí? Es algo dramático. Pero no del todo imposible en esta etapa del juego [...] Y todos estaremos en nuestra [propia] versión de «Ghosttown» o en una versión de un «Ghosttown», y al final del día, todo lo que quedará son el uno al otro. Así que eso es realmente lo que esa canción se trata.

Al discutir el tema de la letra con la estación de radio francesa Europe 1, Madonna habló sobre el rechazo a dar la vuelta al mundo, sobre todo en el país a quien ella cree que ha perdido su capacidad de aceptar a las personas de todas las razas y colores. Agregando que el nivel de intolerancia y antisemitismo fue aumentando en toda Europa, Madonna mencionó que «Ghosttown» tiene un tema apocalíptico sobre un presagio de la destrucción de la humanidad, en sí habló de: «la forma en que nos comportamos, para tratarse entre sí el uno al otro, el mantener este nivel de intolerancia y los prejuicios discriminatorios [...] ese comportamiento odioso hacia otros seres humanos que son diferentes de lo que tú eres». 
El 17 de diciembre de 2014, se filtró un total de trece canciones de las sesiones de grabación del álbum. Tras esto, Madonna recurrió a su cuenta en la aplicación Instagram para aclarar que solo tratan de demos. Posteriormente comentó a Billboard que después la fuga, ella y su equipo trató de rastrear de nuevo a la fuente, pero en última instancia decidieron publicar las canciones terminadas. Tres días después, se habilitó para pre-ordenar en la iTunes Store, junto a seis canciones, incluyendo «Ghosttown», explicó que prefirió que sus fanáticos escucharan las versiones completas de algunas de las canciones, «en lugar de las incompletas que están circulando». Durante su aparición en el talk show italiano Che tempo che fa, se confirmó que la canción se publicaría como el segundo sencillo de Rebel Heart y llegaría a la radio nacional el 13 de marzo de 2015. Una semana después se añadió a la radio de Australia, mientras que en el Reino Unido, se estrenó el 20 de abril.

## Composición
Temáticamente, la canción fue catalagoda como uno de los temas fundamentales de Rebel Heart, con «declaraciones ambiciosas y auténticas» y reflexiones personales de Madonna y su «autoestima obsesivo». «Ghosttown» es una de las canciones de Madonna que llevan el mensaje sútile de la unidad y conciencia religiosa. Según Mateo Harden, de Samesame.com.au, en el verso «When it all falls down, when it all falls down. We'll be two souls in a Ghosttown» («Cuando todo se derrumbe, cuando todo se derrumbe. Seremos dos almas en una ciudad fantasma»), la intérprete, invierte el concepto de «roptura amorosa» con su idealización romántica. Jim Farber de Daily News mencionó que la canción manifiesta «los elementos más cálidos de la voz [de Madonna]» y a veces, «su alto [rango] suena como Karen Carpenter, mientras que la melodía tiene la calma envolvente de sus éxitos como "Live to Tell"».
La composición es de naturaleza «inspiradora y eufórica», ambiciosa con varios efectos melódicos generados por música electrónica y acordes «sencillos pero poderosos» que contribuyen a un sonido compacto. «Ghosttown» comienza con sonidos de acordes solo de órgano y un ritmo de batería polvoriento. En lugar de ser una balada pop recta, la composición suena un poco «nerviosa», debido al uso del sintetizador de percusión y efectos de vocoder. Chris Rosa de VH1 opinó que la canción «cuenta con una producción ajustada, y la oreja se estrella con el coro que es la felicidad pop puro»; mientras Elysa Gardner de USA Today la describió como una mezcla de «seria dulzura desarmante con un arreglo frío y crudo». El coro dura alrededor de cuarenta segundos en la canción, después de una distorsión llena de pausas, con un golpe sordo y una progresión de acordes repetitivos.

## Recepción crítica

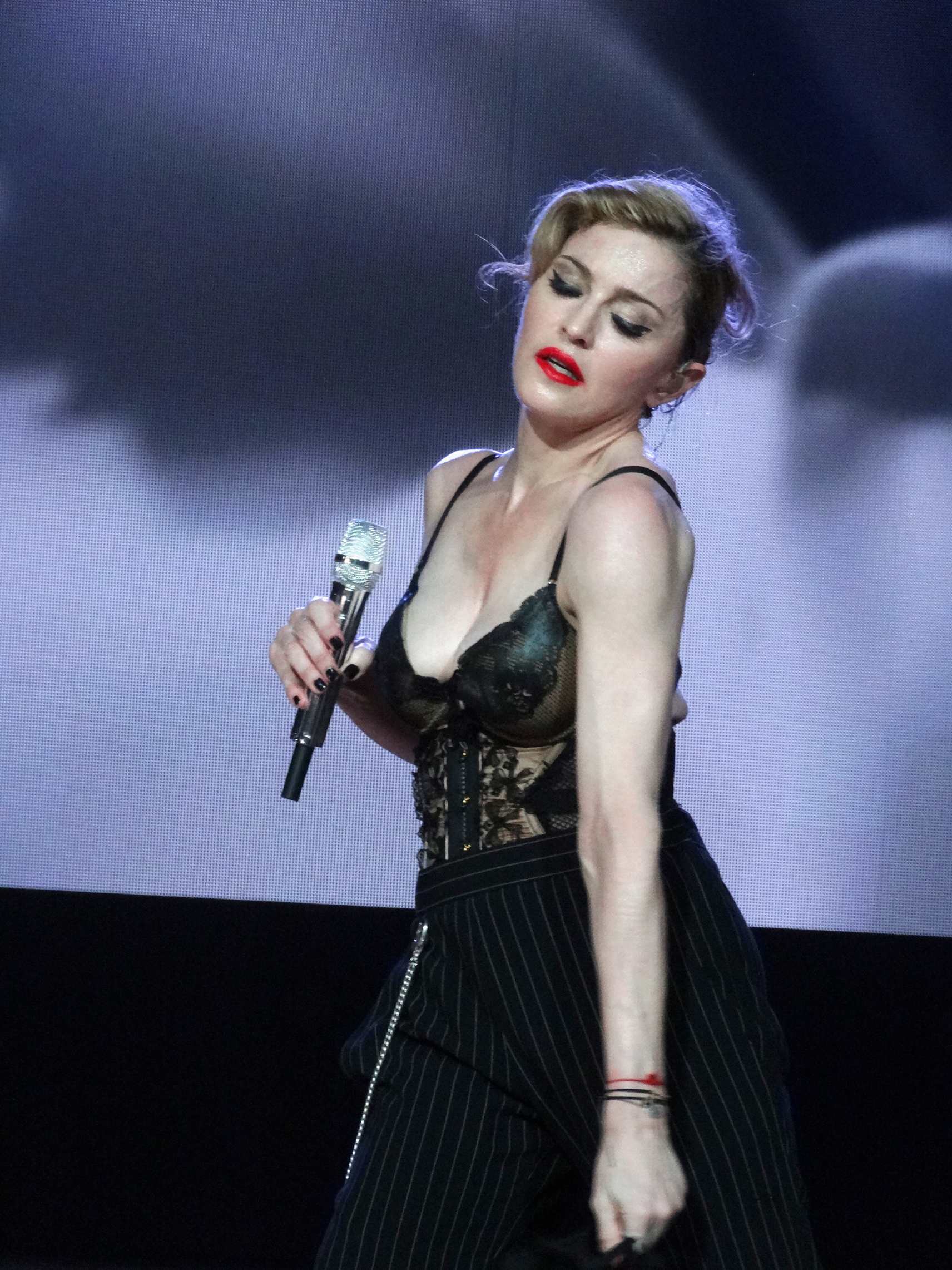
Algunos críticos compararon a «Ghosttown» con anteriores trabajos de la intérprete. En la imagen, Madonna cantando en 2012.

«Ghosttown» recibió buenas reseñas y elogios por parte de los críticos musicales. Mientras que Hugh McIntyre de Forbes la consideró como una de sus favoritas del álbum; Jon Lisi de PopMatters la llamó como la «posiblemente más inquietante canción de amor» en su carrera. Por su parte, Dean Piper de The Daily Telegraph pensó que «Ghosttown» era la mejor oportunidad de Madonna para lograr un éxito del álbum en la radio, y comparó su letra con temas de su séptimo álbum, Ray of Light (1998). Gregory Ellwood de HitFix compartió su punto de vista y comentó que era la «balada más comercialmente amistosa» de Madonna de la década de 2010. Hunter Hauk de The Dallas Morning News felicitó a Madonna por su «entrega vocal natural», a pesar de los efectos vocales añadidos. El columnista Daryl Deino de The Inquisitr también elogió la voz de Madonna en el tema, junto con «Devil Pray» y «Living for Love». Bernard Zuel de The Sydney Morning Herald escribió que para la canción, Madonna revivió sus baladas más viejas como «Live to Tell», y encontró los arreglos electrónicos para complementar su voz. Amy Pettifer de The Quietus observó que el coro podría haber sido cantado por cualquier otro cantante, pero Madonna, «a pesar de ser un cantante más débil, lame las estacas con la verdad emocional. Cantando con una tonalidad trémula, su voz se cuelga en el espacio despejado, las letras guiando su posicionamiento como la luz-oscuridad brillante». Jim Farber de Daily News observó que es el «sonido más rico» desde la banda sonora de Evita, además lo comparó con «Live to Tell» y «Crazy for You».
Bradley Stern de MuuMuse sintió que de las pistas originalmente filtradas, «Ghosttown» era la más sorprendente. «Con la amplia presencia de melodías», Stern recordó que una de las principales quejas sobre los últimos álbumes de estudio de Madonna fue la falta de letras memorables, y fue resuelta con «Ghosttown». Además añadió que el verso «When the world gets cold, I'll be your cover/Let's just hold on to each other» —«Cuando el mundo se enfríe, yo seré tu manta/Vamos a sostenernos el uno al otro»— «es un magníficamente serio himno de "nosotros contra el mundo", adaptado para dos almas que vagan solas en este mundo loco». Dando a la canción una calificación de dos estrellas y media de cinco, Hardeep Phull de New York Post la describió como musical y emocionalmente «agitada», pero le pareció «tierna y sencilla» y una «gran balada-synth de la solidaridad». Nick Levine de i-D escribió que el tema era una «electro-balada con un mensaje dulce sobre la importancia de mantenerse unidos cuando todo a tu alrededor se vuelve mierda». El periodista Jed Gottlieb de Boston Herald elogió las técnicas de producción de Billboard, y la mezcla de EDM e introspección lírica, mientras se centra en el coro «pegadizo». Jon Pareles de The New York Times encontró a la canción como una mezcla de «afecto y la tristeza post-apocalíptico»; mientras que Michael José González de la revista de música danesa, Gaffa, elogió la decisión de Madonna de dar énfasis en su canto, con «problemas en relieve y melódico».
Para la revista Q, se escribió que parece un «maravilloso carácter definitivo», mientras se golpea una nota provisional. Zel McCarthy de Vice catalogó a la canción como «relleno de álbum», pero creyó que se visualizan «vocales de Madonna y raramente la sinceridad emocional». Sal Cinquemani de Slant Magazine la consideró inicialmente como la canción menos memorable entre las seis pistas pre-orden; sin embargo, en otra revisión, explicó que «una década de disco de Madonna hace que sea fácil olvidar que ella es un baladista especializada y el post-apocalíptico "Ghosttown" toma la base del pop contemporáneo genérico, y marca con el estilo singular de "Take a Bow"». Finalmente, Saeed Saeed de The National la describió como una «balada aerodinámica», y felicitó a Madonna por sus «instintos de música pop».

## Promoción

### Vídeo musical
En marzo de 2015, Madonna confirmó en The Howard Stern Show que filmaría el vídeo musical para «Ghosttown» en Los Ángeles. Posteriormente se reveló la participación de Jonas Åkerlund—quien ya ha participado con la cantante anteriormente— como director y del actor Terrence Howard.

### Presentaciones en directo

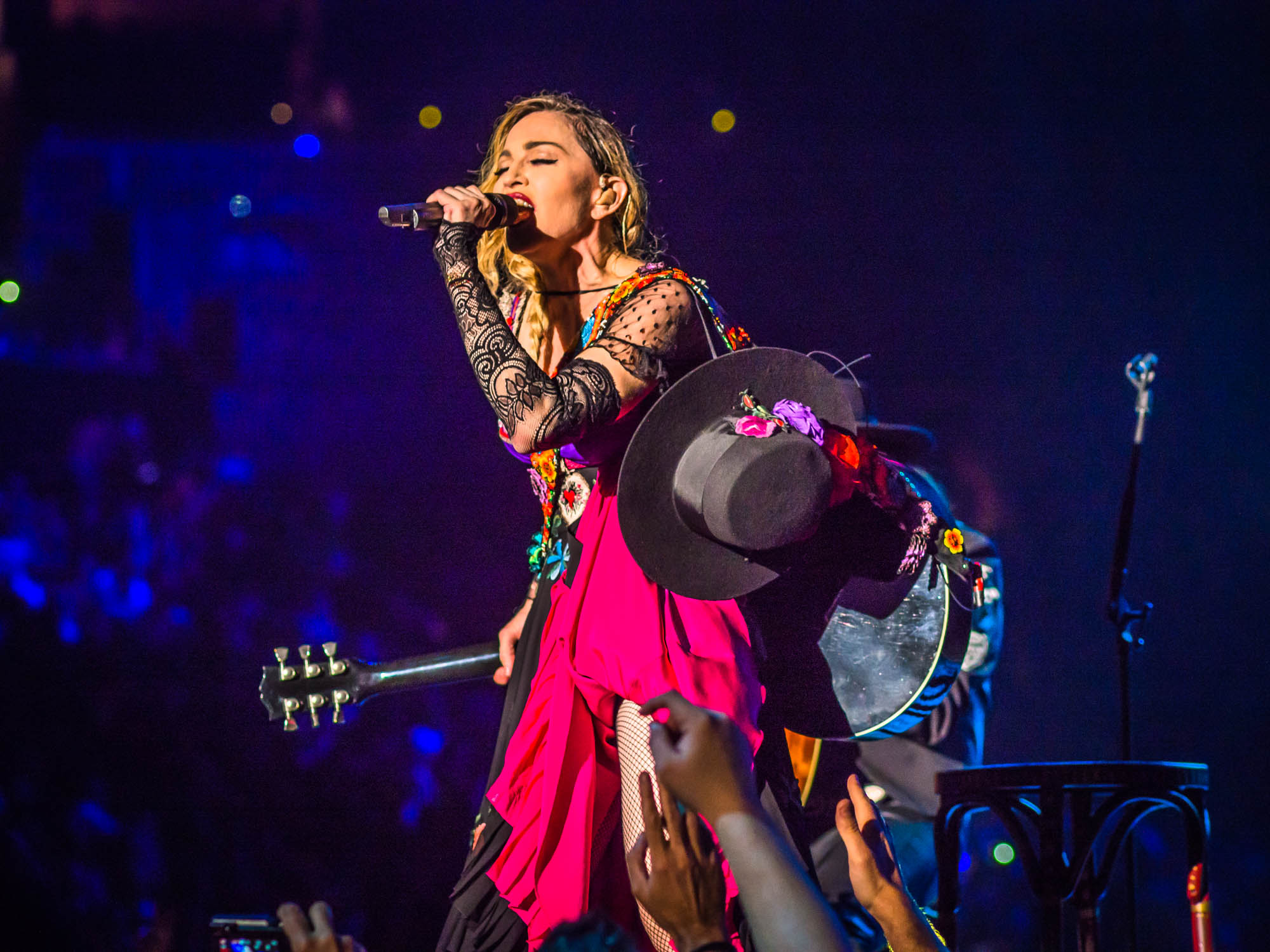
Madonna interpretando la canción durante la gira Rebel Heart Tour.

El 2 de marzo de 2015, Madonna apareció en el talk show francés Le Grand Journal. Ahí interpretó una remezcla de «Living for Love», así como por primera vez, «Ghosttown». Lionel Nicaise de MCM la describió como una presentación «íntima» de la balada. Bradley Stern escribiendo para Idolator, la llamó un «rendimiento profundamente emocional», donde Madonna se puso de pie frente a un piano y cantó la canción; además agregó que «mientras [Madonna] está con sus mejores hombres-minotauros, es refrescante ver a balada-Madonna en acción para un cambio. Y para una primera interpretación de la canción, sonaba muy bien, sobre todo una vez que se fue con ese estribillo glorioso final». Durante la emisión del programa, en las pantallas situadas a cada lado de la plataforma, fueron puestas imágenes de ciudades en llamas, así como de los atentados del 11 de septiembre de 2001 en el World Trade Center. Seis días después la presentó en el también talk show italiano Che tempo che fa, junto con «Devil Pray». Un escritor de Yahoo! mencionó que ambas actuaciones fueron muy bien recibidas por el público; mientras que Nicaise apreció que Madonna «puso más énfasis en las melodías y en su voz, en lugar de en los trajes y accesorios para el escenario». El 11 de ese mes cantó el tema en The Jonathan Ross Show, con un vestido y botas negras de Marc Jacobs.

## Posicionamiento en listas

### Semanales
| País (Lista 2014-15)                           | Mejor posición |
| Costa Rica                                     | 12             |
| ---------------------------------------------- | -------------- |
| Bélgica (Flandes)                              | 40             |
| Bélgica (Valona)                               | 30             |
| Finlandia                                      | 14             |
| Francia                                        | 52             |
| Hungría                                        | 17             |
| Escocia                                        | 84             |
| España                                         | 41             |
| Estados Unidos (Hot Adult Contemporary Tracks) | 20             |
| Suecia                                         | 20             |
| Suiza                                          | 39             |

## Historial de lanzamientos
| País        | Fecha               | Formato        | Discográfica    |
| ----------- | ------------------- | -------------- | --------------- |
| Italia      | 13 de marzo de 2015 | Emisión radial | Interscope      |
| Australia   | 20 de marzo de 2015 | Emisión radial | Universal Music |
| Reino Unido | 20 de abril de 2015 | Emisión radial | Polydor Records |

## Créditos y personal
- Voz: Madonna.
- Composición: Madonna, Jason Evigan, Sean Douglas y E. Kidd Bogart
- Producción: Madonna y Billboard.
- Compañía discográfica: Boy Toy e Interscope Records.
- Distribución: Live Nation.

Fuentes: Discogs y The Quietus.